# Noel McCalla
Pour les articles homonymes, voir McCalla.
Noel McCalla (né le 4 novembre 1956 à Londres, Angleterre ) est un chanteur britannique de rock, connu principalement comme chanteur du groupe de rock progressif Manfred Mann's Earth Band de 1991 à 2009.

## Jeunesse
McCalla est né d'Hubert Sylvester McCalla, pasteur dans une église gospel, et d'Élizabeth Victoria McCalla, dans le nord de Londres, en Angleterre. Il est issu d'une famille de huit enfants.
Dès l'âge de cinq ans, il chante et joue du tambourin à l'église, dont l'un des pasteurs lui apprend quelques accords de guitare.
Il fréquente l'école primaire Alexandra Park à Londres, mais y est retiré à l'âge de neuf ans, car sa famille déménage à Coventry où il fréquente la Hillfarm Junior School et commence ses études secondaires à la Barkers Butts Secondary School.

## Débuts musicaux (1971-1990)
À 15 ans, McCalla abandonne l'école pour travailler avec un groupe appelé Black and White Notes. Le groupe se produit en première partie des Shadows.
En 1972, McCalla quitte sa famille à Coventry pour s'installer à Londres. Il rejoint alors le groupe Moon qui, comme il l'explique, « voulait à l'origine être un groupe instrumental. Mais quand ils ont appris que j'étais un bon chanteur... Mais je n’étais pas impliqué dans l’écriture, j’étais juste une voix pour le groupe, juste un chanteur. » Le groupe est constitué de Loz Netto (guitare solo), Doug Bainbridge (saxophone alto, flûte, percussions), Graham Colyer (guitare rythmique, guitare acoustiques, sifflet), Ron Lawrence (basse), Gary Moberley (claviers), Nicky Payne (saxophone, flûte, harmonica), Luigi Salvo puis John Shearer (batterie, percussions),. Après deux albums chez Epic Records, Too Close for Comfort (1976) et Turning the Tides (1977), le groupe se sépare n'ayant pas réussi à trouver un bon producteur.
En 1977, McCalla entre en contact avec le groupe Sniff 'n' the Tears dont le chanteur Paul Roberts et un ami de Lou Salvoni, batteur de feu Moon. Il travaille comme choriste sur deux albums du groupe,  Fickle Heart (1978) et The Games Up (1980), et tourne également avec lui aux États-Unis en première partie de Kansas et de Kenny Logins.
Pendant ce temps, il travaille comme musicien indépendant et réalisée un album solo Night Time Emotion en 1979 produit par le Sud-africain Trevor Rabin (futur membre de Yes). 
En 1980, il chante sur Smallcreep's Day, le premier album solo du guitariste de Genesis, Mike Rutherford , une de ses meilleures prestations comme il l'avoue.
En 1985, il assure le chant sur l'album This Must Be the Place (en) de Morrissey–Mullen (en), et l'année suivante sur plusieurs titres de l'album No Limits du groupe de jazz rock Mezzoforte, avec lequel il a déjà enregistré un EP en 1984.
En 1987, il décide de former son propre groupe qu'il nomme Contact. Ce dernier donne une série de concerts, en y vendant une cassette autoproduite. En 1993, le groupe change son nom en McCalla, et sort l'album Push and Pull, suivi de Hot From The Smoke en 1995. Outre McCalla au chant, le groupe homonyme est constitué de Alan Feldman (claviers), Andy Hamilton (saxophone), Kevin Powell (basse), Mick Dyche (guitare) et Lou Salvoni (batterie), ce dernier ayant déjà joué avec Noel dans le groupe Moon.

## Manfred Mann's Earth Band et projets divers  (1991-2010)
Noel McCalla, après avoir fait de nombreuses sessions en studio avec le groupe Manfred Mann's Earth Band à partir de 1980, s'y implique progressivement en 1990, figurant sur l'album Plains Music (sorti sous le nom de groupe Manfred Mann's Plains Music), puis participant à de nombreuses tournées. Il apparait également sur les albums studio Soft Vengeance et 2006 (en) (sorti sous le nom de groupe Manfred Mann '06 with Manfred Mann's Earth Band), et l'album live Mann Alive (en). 
Entre 1991 et 2001, toujours au sein de Manfred Mann's Earth Band, il travaille avec le groupe suisse Funky Brotherhood avec lequel il sort un CD quatre titres Get on up and Dance. Durant son passage en Suisse à l'été 1999, il tourne également dans les clubs avec le Guido Ettlin Project.

En 2001, il joue avec le groupe de musique électronique Bigfella, constitué de Nick Woolfson et Dean Ross.

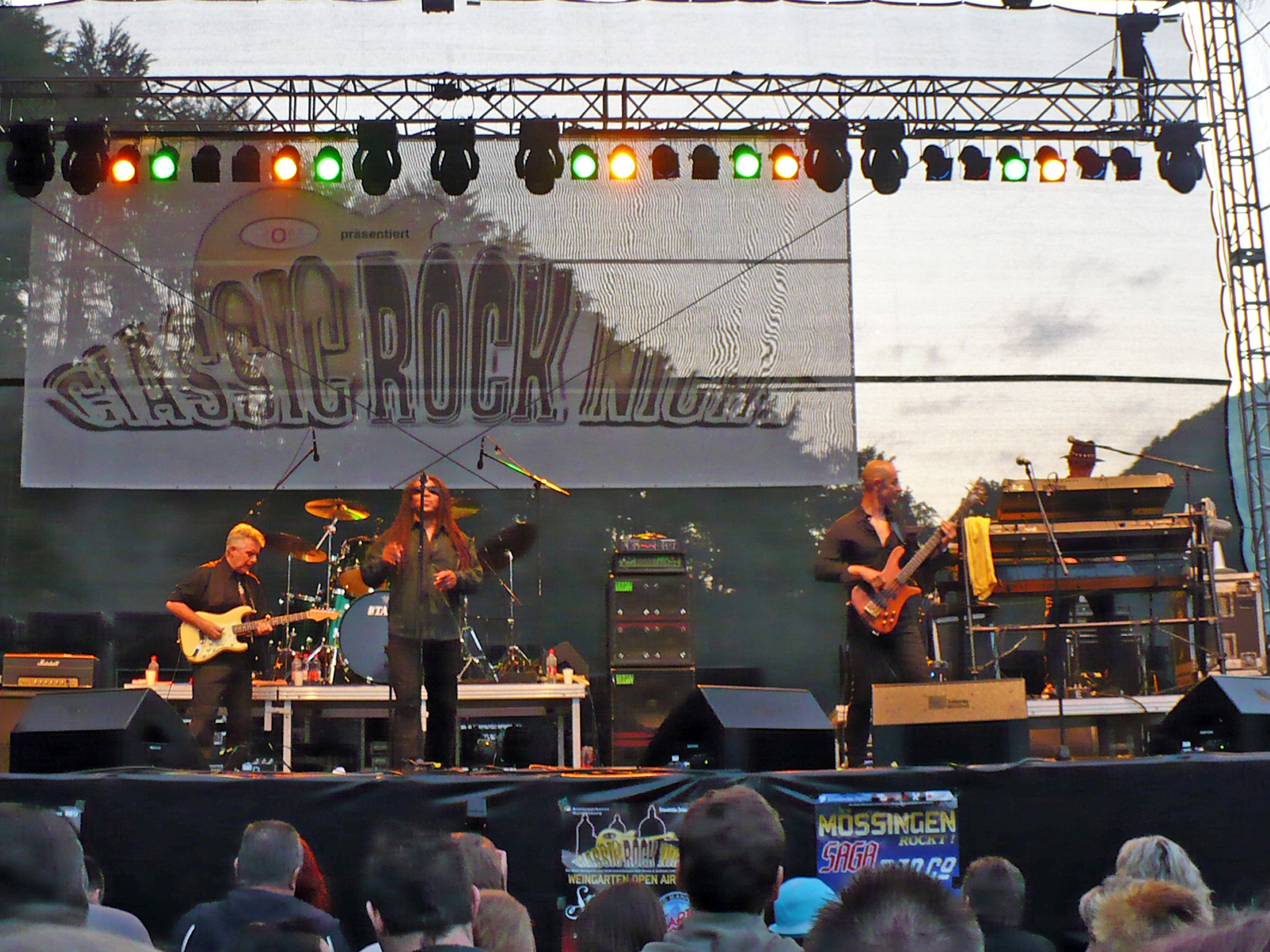
Manfred Mann's Earth Band en concert le 30 mai 2009 à Bad Urach

En 2004, McCalla ressort un nouvel album solo Akustic.
À partir de la mi-2006, Noel McCalla chante au sein du groupe de jazz Dave Lewis 1Up constitué alors de Dave Lewis au saxophone, Neville Malcolm à la basse, Rod Youngs à la batterie, Adam Phillips à la guitare, Pete Eckford aux percussions et Tim Lapthorn au piano. Il y sera remplacé plus tard au chant par Lizzie Deane. 
En 2009, il quitte Manfred Mann's Earth Band dans lequel il est remplacé par Peter Cox (en), surtout connu pour son travail en tant que chanteur principal de Go West. En 2010, McCalla reprend temporairement son poste de chanteur au sein du MMEB, avant de céder définitivement sa place à Cox. Ce dernier sera lui-même remplacé en 2011 par Robert Hart (en).

## X-Factor
Son fils de seize ans, Mali Michael-McCalla, concourt pour une place dans la cinquième série du concours de talents britannique X-Factor en 2008, mais n'atteint les phases finales.

## Discographie

### Moon
- 1976 : Too Close for Comfort[3]
- 1977 : Turning the Tides[4]

### Sniff'n' The Tears
- 1978 : Fickle Heart[9]
- 1980 : The Games Up[10]

### Solo
- 1979 : Night Time Emotion[11]
- 1980 : Beggin' (EP)[12]
- 2004 : Akustic[13]

### Mike Rutherford
- 1980 : Smallcreep's Day[14]

### Mezzoforte
- 1984 : This Is The Night (EP)[15]
- 1986 :No Limits[16]

### Morrissey–Mullen
- 1985 : This Must Be the Place[17]

### Manfred Mann's Plains Music
- 1991  : Plains Music[18]

### McCalla
- 1993 : Push & Pull[19]
- 1995 : Hot From The Smoke[5]

### Manfred Mann's Earth Band
- 1996 : Soft Vengeance[20]
- 1998 : Mann Alive[21]

### Funky Brotherhood
- 1999 : Get On Up and Dance[22]

### Bigfella Feat. Noel McCall
- 2001 : Beautiful[23]

### Manfred Man' 06 with Manfred Mann's Earth Band
- 2004 : 2006[24]